# Stanford (California)
Stanford es un lugar designado por el censo adyacente a la ciudad Palo Alto y área no incorporada del condado de Santa Clara (California, Estados Unidos). Se encuentra en el Área de la Bahía de San Francisco, en el extremo norte de Silicon Valley. Los habitantes de Stanford son básicamente estudiantes, profesores universitarios y trabajadores del campus de la Universidad Stanford, ubicada en su casco urbano.

## Demografía
| 18,097                     | 13,315 | 11,263 |
| (Fuente: [cita requerida]) |        |        |

- Datos: Q173813
- Multimedia: Stanford, California / Q173813